# F1 2002
F1 2002 – symulator wyścigów formuły jeden należący do słynnej serii F1 autorstwa amerykańskiej firmy EA Sports. Pozwala na uczestniczenie w zawodach sezonie 2002. Gra posiada oficjalną licencję Formula One Administration Limited. Gra została wydana na komputery stacjonarne oraz na konsole PlayStation 2, Xbox oraz Gamecube.

## Rozgrywka
- Wybór widoku kamer z bolidu[2].
- Możliwość zapisania powtórki[2].
- W Grze są bolidy, kierowców i tory oficjalnych Mistrzostw Świata autoryzowane przez FIA w sezonie 2002.
- gra posiada licencję Formula One Administration Limited[2].
- Zmienne warunki atmosferyczne[2].
- Zaawansowana sztuczna inteligencja[2].

## Odbiór gry
- GameRankings – 86,93% / 100%[3]
- PC Zone UK – 84 / 100[3]
- GameSpot – 8,4 / 10[3]
- GMR Magazine – 9 / 10[3]
- Computer Gaming World – 4,5 / 5[3]
- GameZone – 9,5 / 10[3]
- Gameplanet – 4 / 5[3]
- PC Gamer – 89 / 100[3]
- Gameguru Mania – 84 / 100[3]
- GamePen – 4,5 / 5[3]
- Media & Games Online – 8,4 – 10[3]